# Lolo Ferrari
Lolo Ferrari (født Eve Valois;9. februar 1963 - 5. marts 2000) var en fransk pornoskuespiller, model, danser og sanger. Hun var gift med Eric Vigne indtil hendes død.

## Filmografi
- Big DD (1996)
- Camping Cosmos (1996)
- Double Airbags (1996)
- Planet Boobs (1996)
- Lolo Ferrari Special - The Biggest Tits In The World (1997)
- Mega Tits 6 (1998)
- Le King de ces Dames (1999)
- Quasimodo d'El Paris (1999)
- Der Generalmanager oder How To Sell A Tit Wonder (instrueret af Steffen Jürgens) (2006)

## Diskografi
- Airbag Generation (1996)